# ロバート・クラフト (指揮者)
ロバート・ローソン・クラフト（Robert Lawson Craft、1923年10月20日 - 2015年11月10日）は、アメリカの指揮者、音楽評論家。

## 略歴
ニューヨーク州キングストンに生まれる。
ジュリアード音楽院とバークシャー音楽センターで学び、ピエール・モントゥーに指揮を習った。
1947年から、ニューヨークで現代音楽を演奏する室内芸術協会(Chamber Art Society)を指揮して指揮者デビューを果たした。同年夏に『管楽器のための交響曲』を演奏しようとしたが、楽譜が入手できなかったためにイーゴリ・ストラヴィンスキーに連絡した。ストラヴィンスキーは『管楽器のための交響曲』の新しい版を作り、この曲と『協奏的舞曲』を室内芸術協会のために無償で自ら指揮した。
1948年以降はハリウッドのストラヴィンスキーのもとで、自筆楽譜の整理や『放蕩児の遍歴』作曲の助手などをつとめた。その後もストラヴィンスキー夫妻が没するまで、音楽劇『洪水』の台本を提供するなどして、公私両面で支えつづけた。
クラフトは1950年から18年間に渡ってロサンゼルスのイヴニングス・オン・ザ・ルーフとマンデー・イヴニング・コンサーツ（いずれも現代音楽と古楽の室内楽を演奏する）の指揮者を務めた。
ストラヴィンスキー『トレニ』のアメリカ初演(1959)、アルバン・ベルク『ルル』のアメリカ初演(1963)、エドガー・ヴァレーズ『ノクターナル』の世界初演(1961)などを指揮している。
90歳を過ぎた後も「新ストラヴィンスキー全集」・「シェーンベルク全集」・「ウェーベルン全集」・「ベルク選集」の録音で知られており、最も新ウィーン楽派の録音を残している。「新ウェーベルン全集」の監修・指揮をNAXOSで務め、クオリティの高い録音を世に放ち続けた。また、カルロ・ジェズアルドをはじめとする古楽の録音でも知られる。
クラフトは、1968年以来ストラヴィンスキーを看護したデンマーク人看護婦のリタ・クリスチャンセンと1971年に結婚した。その後離婚し、アルヴァ・チェラウロ・ミノフと再婚した。
2015年11月10日、フロリダ州ガルフストリームの自宅で没した。92歳だった。ストラヴィンスキーの眠るヴェネツィアのサン・ミケーレ島に埋葬された。

## 著作
1959年以来、ストラヴィンスキーとの対話形式の書物を多数出版している。いくつかの本は米国版(Doubleday)と英国版(Faber & Faber)で内容が多少異なる。カリフォルニア大学出版のリプリントは英国版を使用している。
- Igor Stravinsky, Robert Craft, Conversations with Igor Stravinsky, Doubleday / Faber & Faber, 1959.
  - 「118の質問に答える」吉田秀和訳、音楽之友社、1960年
- Igor Stravinsky, Robert Craft, Memories and Commentaries, Doubleday / Faber & Faber, 1960.
- Igor Stravinsky, Robert Craft, Expositions and Developments, Doubleday / Faber & Faber, 1962.
- Igor Stravinsky, Robert Craft, Dialogues and a Diary, Doubleday 1963 / Faber & Faber, 1968.
- Igor Stravinsky, Robert Craft, Themes and Episodes, Knopf, 1966.
- Igor Stravinsky, Robert Craft, Retrospectives and Conclusions, Knopf, 1969.
- Robert Craft, Stravinsky: Chronicle of a Friendship, Littlehampton Book Services Ltd., 1972. （1994年に改訂）
  - 「ストラヴィンスキー 友情の日々」（上下）、小藤隆志訳、青土社、1998年
- Igor Stravinsky, Robert Craft, Themes and Conclusions, Faber & Faber, 1972.（Themes and Episodes, Retrospectives and Conclusions の2冊をまとめた上で改訂し、クラフトの日記からの転載を除いたもの）
- Igor Stravinsky, Robert Craft, Dialogues, University of California Press, 1982.（Dialogues and a Diaryの前半部分を改訂したもの）
- Vera Stravinsky, Robert Craft, Stravinsky in Pictures and Documents, Simon and Schuster, 1978.
- Robert Craft, Down a Path of Wonder, Naxos Audio Books, 2009.

## 評価
ストラヴィンスキーに新ウィーン楽派の音楽についての知識を与えたのはクラフトだったが、音列技法については基本的な知識しか持ち合わせていなかった。
スティーヴン・ウォルシュはストラヴィンスキーに関するクラフトによる著述について、ストラヴィンスキーと立ち位置が近すぎることを問題としている。また、クラフトによって整理された書簡などの出版物には信頼が置けないとする。